# کوشولوو
کوشولوو (انگلیسی: Kushulevo) یک شهرک در شهرستان دیورتیورلینسکی در استان باشقیرستان کشور روسیه است.